# 洪家街道
洪家街道，中国浙江省台州市椒江市下辖的一个街道，位于椒江区南面与路桥区相邻。俗称洪家场。
1984年，从黄岩县划归椒江市。1985年6月，改为洪家镇。1992年，椒江市撤乡扩镇，灵济乡、兆桥乡并入洪家镇，2001年11月台州市行政区域调整，改为洪家街道办事处。

## 辖区
该街道辖有：	鸿州社区、下洋张村、上兆村、山头墩村、烟墩坝村、仓前王村、河头陈村、陶家洋村、上徐村、后高桥村、前高桥村、小板桥村、港头徐村、前洪村、大路王村、街洪村、后街村、上洋桥村、兆桥村、义民村、大板桥村、钗洋村、上洋厂村、后洋王村、虎啸坦村、祝昌村、杨家陇村、塔下程村、朱家店村、西王村、统一村、灵香店村、坦邱村、上林桥村、上洋邱村、王桥村、墩头方村、挡港桥村、